# Viela e Sent Gironç
Viela e Sent Gironç (en francès Vielle-Saint-Girons) és un municipi francès situat al departament de les Landes i a la regió de la Nova Aquitània.

## Demografia
| 1962                                       | 1968 | 1975 | 1982 | 1990 | 1999  | 2007  |
| ------------------------------------------ | ---- | ---- | ---- | ---- | ----- | ----- |
| 801                                        | 864  | 863  | 824  | 859  | 1.026 | 1.118 |
| Des de 1962: població sense dobles comptes |      |      |      |      |       |       |

## Administració
| Període   | Identitat         | Partit |
| --------- | ----------------- | ------ |
| 2001-2008 | Robert Camguilhem |        |
| 2008-     | Bernard Trambouze |        |